# Колет
Сидони-Габријел Колет (фр. Sidonie-Gabrielle Colette), 28. јануар 1873 – 3. август 1954), позната мононимна особа под именом Колет, била је француска књижевница. Номинована је за Нобелову награду за књижевност 1948. године, а била је позната и као пантомимичарка, глумица и новинарка. Колет се највише памти по новели Жижи из 1944. године, која је била основа за филм из 1958. и истоимену позоришну представу из 1973. године.

## Живот и каријера

### Породица и порекло
Сидони-Габријел Колет је рођен 28. јануара 1873. од оца ратног хероја и порезника Жил-Жозеф Колет (Jules-Joseph Colette) и мајке Адел Ежени Сиодни Сидо (Adèle Eugénie Sidonie Sidau), у селу Сен-Совeр-ан-Пјуизе у Департману Јон у северозападном делу централне Француске, у Бургундији. Колет је похађала јавну школу од 6. до 17. године. Породица је у почетку била добростојећа, али лоше финансијско управљање знатно је смањивало породични приход.  

### Ране године, 1873–1912
Године 1893. Колет се удала за Анрија Готје-Билара (Henry Gauthier-Villarsа) (1859—1931), познатог аутора и издавача који је користио књижевни псеудоним "Вили", и њена прва четири романа - четири Клодинине приче: Claudine à l'école (1900), Claudine à Paris (1901), Claudine en ménage (1902) и Claudine s'en va (1903) - појавиле су се под његовим именом. (Та четири романа су објављени као Клодин у школи, Клодин у Паризу, Клодин у браку, и Клодин одлази ). Романи описују младост и пунолетство њихове насловне хероине Клодин, од неконвенционалне петнаестогодишњакиње у бургундском селу до доајена књижевних салона Париза с почетка века. Прича у њима је полуаутобиографска, иако је Клодин, за разлику од Колет, без мајке.  
Колет је касније рекла да никада не би постала писац да није било  "Вилија". Четрнаест година старији од супруге и један од најозлоглашенијих паришких слободњака, увео је своју супругу у авангардне интелектуалне и уметничке кругове и подстакао њене лезбијске везе и управо је он одабрао насловну тему романа Клодин: "секундарни мит о Сафо ... девојачкој школи или самостану којим је владала заводљива учитељица", и "закључао је у своју собу док није написала довољно страница колико му је било потребно".
Колет и Вили раздвојили су се 1906.године, иако њихов развод није био коначан до 1910. године. Колет није могла да заради од продаје романа о Клодин - ауторска права припадала су Вилију - и до 1912. градила је позоришну каријеру у музичким салама широм Француске, понекад глумећи Клодин у скицама из сопствених романа, зарађујући једва довољно да преживи и често гладна и незадовољна. Овај период њеног живота присећа се у књизи Скитница (La Vagabonde, 1910), која се бави женском неовисношћу у мушком друштву, теми којој би се редовно враћала у будућим радовима. Током ових година започела је низ веза са другим женама, посебно са Матилд де Морни Миси (Mathilde de Morny, "Missy"), са којом је понекад делила сцену. Дана 3. јануара 1907. године, пољубац на сцени између Миси и Колет у пантомими под називом "Rêve d'Égypte" изазвао је скоро нереде и као резултат тога, више нису могли отворено да живе заједно, иако се њихова веза наставила још пет година.   
Године 1912. Колет се удала за Анрија де Жувенела (Henry de Jouvenel), уредника Ле Матина. Кћи Колет де Жувенел (Colette de Jouvenel), надимка Bel-Gazou, рођена им је 1913. године. Током Првог светског рата, Колет се посветила новинарству. Брак јој је омогућио да своје време посвети писању.    Отприлике у то време постала је страствени фотограф аматер.

### Књижевна каријера, 1920-их и 1930-их
Године 1920. Колет је објавила Шери, приказујући љубав између старије жене и много млађег мушкарца. Шерију је љубавница Леа, богата куртизана; Леа је схрхана када се Шери ожени девојком својих година и одушевљена је кад јој се врати, али након једне последње заједничке ноћи она га поново губи. 
Колетин брак са Жувенелом завршио се разводом 1924. године, делом због његових неверстава, а делом због афере са њеним шеснаестогодишњим посинком Бертраном де Жувенелом (Bertrand de Jouvenel). Године 1925. упознала је Мориса Гудекеа (Maurice Goudeket), који је постао њен последњи супруг; пар је остао заједно до њене смрти. 
Колет је до тада била етаблирани писац (The Vagabond је добио три гласа за престижну Награду Гонкур). Деценије двадесетих и тридесетих година биле су јој најпродуктивније и најиновативније раздобље. Смештена је углавном у Бургундији или Паризу током Лепе епохе, њен рад се фокусирао на брачни живот и сексуалност. Често је био квази-аутобиографски: Шери (1920) и Le Blé en Herbe (1923) баве се љубављу између остареле жене и врло младог мушкарца, што одражава њену везу са Бертрандом де Жувенелом и њеним трећим супругом Гудекеом, од кога је била старија 16 година.  La Naissance du Jour (1928) је њена експлицитна критика конвенционалног живота жена, изражена у медитацији о старости и одрицању љубави од стране лика њене мајке Сидо. 
У то време Колет је била често проглашавана највећом француском женом писцем. "То ... нема завере, а опет говори о три живота о свим оним што би требало знати", написала је Џенет Фланер из Сида (1929). "Још једном, и то опсежније него обично, позвани су због свог генија, хуманистичких наука и савршене прозе у оним књижевним часописима који су пре много година ... у њеном смеру подигли ништа осим прста презира." 

### Последње године, 1940–1954
Колет је имала 67 година када су Немци поразили и окупирали Француску, а она је остала у Паризу, у свом стану у Краљевској палати. Њеног супруга Мориса Гудекеа, који је био Јеврејин, Гестапо је ухапсио у децембру 1941. године, и иако је пуштен након неколико месеци интервенцијом француске супруге немачког амбасадора, Колет је остатак ратних година преживела са стрепњом због могућег другог хапшења.  Током окупације написала је два тома мемоара, Journal à Rebours (1941) и De ma Fenêtre (1942); оба су издата на енглеском језику 1975. године као и Поглед уназад.  Писала је чланке за неколико про-нацистичких новина  а њен роман Julie de Carneilhan (1941) садржи многе антисемитске псовке.
Године 1944. Колет је објавила оно што је постало можда и њено најпознатије дело, Жижи, које говори о шеснаестогодишњој Жилберти ("Жижи") Алвар. Рођена у породици полусвета, Жижи је обучена за куртизану да зароби богатог љубавника, али пркоси традицији удајом за њега.  Године 1949. снимљен је у француској филм у којем глуме Danièle Delorme и Gaby Morlay, а затим 1951. адаптиран за сцену са тада непознатом Одри Хепберн у насловној улози, коју је Колет лично изабрала; холивудски музички филм из 1958. године, у којем глуме Лесли Карон и Луј Журдан, са сценаријем Алана Џеј Лернера и партитуром Лернера и Фредерик Лоуа, освојио је Награду Оскар за најбољи филм.
У послератним годинама, Колет је постала позната јавна личност, скрхана артритисом и о којој се бринуо Гудеке, и који је надгледао припрему њених Сабраних дела (1948—1950). Тих година наставила је да пише, и објавила је L'Etoile Vesper (1944) и Le Fanal Bleu (1949), у којима се осврнула на проблеме писца чија је инспирација првенствено аутобиографска. Claude Farrère номиновао ју је за Нобелову награду за књижевност 1948. године.
Након њене смрти, 3. августа 1954. године, Католичка црква је одбила верски спровод због њених развода. На државној сахрани, покопана је на гробљу Пер Лашез и била је прва Францускиња која је добила ту час.    

## Наслеђе
Колет је изабрана у белгијску Краљевску академију (1935); у Академију Гонкур (1945), (за председника 1949); за Шеваљеа (1920); и за Великог официра (1953) Легије части. 
Бројни Колетини биографи изнели су различита тумачења њеног живота и дела током деценија. У почетку сматрана ограниченом, иако талентованом романсијерком (упркос отвореном дивљењу током живота ликова попут Андре Жидаа и Henry de Montherlant-а), све више је препозната као важан глас у женском писању.  Пре Колетине смрти, Кетрин Ен Портер је у Њујорк тајмс-у у написала да је Колет "највећи живи француски писац фантастике; и да је била док су Жид и Пруст још живели".
Кантауторка Розан Кеш одала је почаст Колет у песми "The Summer I Read Colette" на свом албуму 10 Song Demo из 1996. године.
Труман Капоте написао је есеј о сусрету с њом 1970. године под називом "Бела ружа". Говори како је, када га је видела како се на столу диви држачу за папир (насловљен као "бела ружа"), инсистирала да га узме; Капоте је у почетку одбио поклон, али "… кад сам протестовао да не могу да прихватим као поклон нешто што је она тако јасно обожавала, (одговорила је) " Драги мој, заиста нема смисла давати поклон, осим ако га неко сам не цени." 
Нумера "Lucette Stranded on the Island" Џулије Холтер, са албума Have You in My Wilderness из 2015. године, заснован је на споредном лику из Колетине приповетке Chance Acquaintances.
У филму Becoming Colette из 1991. године, Колет игра француска глумица Mathilda May. У филму Colette из 2018. године, насловну улогу игра Кира Најтли. Оба филма фокусирају се на Колетин живот у двадесетим годинама, брак са првим супругом и објављивање првих романа под његовим именом.

## Значајна дела
- Claudine à l'école (Claudine at School), 1900.
- Claudine à Paris  (Claudine in Paris ), 1901
- Claudine en ménage  (Claudine Married), 1902.
- Claudine s'en va  (Claudine and Annie), 1903.
- Dialogues de bêtes (1904)
- La Retraite sentimentale (1907)
- Les Vrilles de la vigne (1908)
- La Vagabonde (1910)
- L'Envers du music hall (1913)
- L'Entrave (1913)
- La Paix chez les bêtes (1916)
- L'Enfant et les sortilèges (1917), либрето опере Равел
- Mitsou (1919)
- Chéri (1920)
- La Maison de Claudine (1922)
- L'Autre Femme (1922)
- Le Blé en herbe (1923)
- La Fin de Chéri (1926)
- La Naissance du jour(1928)
- Sido (1929)
- La Seconde (1929)
- Le Pur et l'Impur  (1932)
- La Chatte (1933)
- Duo]] (1934)
- Julie de Carneilhan (1941)
- Le Képi(1943)
- Gigi(1944)
- Paris de ma fenêtre (1944)
- L'Étoile Vesper (1947)
- Le Fanal Bleu (1949)
- Paradis terrestre, са фотографијама Изиса Бидерманаса (1953)

Извор:

## Филмографија
- La Vagabonde, режија Solange Térac (Француска, 1932, заснован на роману The Vagabond)
- Claudine à l'école, режија Serge de Poligny  (Француска, 1937, према роману Claudine at School)
- Gigi, режија Jacqueline Audry (Француска, 1949, према новели Гиги)
- Julie de Carneilhan, режија Jacques Manuel (Француска, 1950, према роману Julie de Carneilhan)
- Minne, l'ingénue libertine, режија Jacqueline Audry (Француска, 1950, према роману L'Ingénue libertine)
- Chéri, режија Pierre Billon (Француска, 1950, према роману Chéri)
- Le Blé en herbe, режија Claude Autant-Lara (Француска, 1954, према роману Зелена пшеница)
- Mitsou, режија Jacqueline Audry (Француска, 1956, према новели Mitsou)
- NBC Matinee Theater: The Vagabond (1958, епизода у ТВ серији, према роману The Vagabond)
- Gigi, режија Vincente Minnelli (1958, према новели Gigi)
- Chéri, режија François Chate (Француска, 1962, ТВ филм, заснован на роману Chéri)
- The Gentle Libertine or How Young Girls Grow Wise, режија Robert Kitts (Велика Британија, 1967, ТВ филм, заснован на роману L'Ingénue libertine)
- Away from It All: The Ripening Seed, режија Mischa Scorer ( UK, 1973, епизода у ТВ серији, према роману Зелена пшеница)
- Chéri, режија Claude Whatham (Велика Британија, 1973, ТВ мини серија, према роману Chéri)
- La Seconde, режија Hervé Bromberger (Француска, 1973, ТВ филм, заснован на роману La Seconde)
- Claudine, режија Édouard Molinaro (Француска, 1978, ТВ мини серија, према романима Claudine)
- La Naissance du jour, режија Jacques Demy (Француска, 1980, ТВ филм, заснован на роману Пауза дана)
- Emmenez-moi au théâtre: Chéri, режија Yves-André Hubert  (Француска, 1984, епизода у ТВ серији, према роману Chéri)
- Gigi, режија Jeannette Hubert (Француска, 1987, ТВ филм, према новели Gigi)
- Julie de Carneilhan, режија Christopher Frank (Француска, 1990, ТВ филм, заснован на роману Julie de Carneilhan)
- Le Blé en herbe, режија Serge Meynard (Француска, 1990, ТВ филм, заснован на роману Зелена пшеница)
- La Seconde, режија Christopher Frank (Француска, 1990, ТВ филм, заснован на роману La Seconde)
- Duo, режија Claude Santelli (Француска, 1990, ТВ филм, према роману Duo)
- Bella Vista, режија Alfredo Arias  (Француска, 1992, ТВ филм, према краткој причи Bella Vista)
- Mademoiselle Gigi, режија Caroline Huppert (Француска, 2006, ТВ филм, према новели Гиги)
- Chéri, режија Stephen Frears (UK, 2009, према роману Chéri)

### Сценариста
- 1934: Женско језеро (р. Marc Allégret)
- 1935: Божански (р. Макс Офулс)

### Филмови о Колет
- Colette, режија Yannick Bellon (Француска, 1952, кратки документарни филм)
- Becoming Colette, режија Danny Huston (1991), (Mathilda May као Колет)
- Colette, une femme libre,, режија  Nadine Trintignan (Француска, 2004, ТВ филм), (Marie Trintignant као Колет)
- Colette, режија Wash Westmoreland (2018), са Кира Најтли у улози Колет
- Colette, l'insoumise, режија  Cécile Denjean (Француска, 2018, документарни филм)